# Samuel Huntington
|  | Aquest article tracta sobre el jurista, polític i estadista de la Revolució Americana. Vegeu-ne altres significats a «Samuel Huntington (desambiguació)». |

Samuel Huntington (Windham, 16 de juliol, 1731 - Norwich, 5 de gener de 1796) fou un jurista, estadista i patriota durant la Revolució Americana de Connecticut. Com a delegat al Congrés Continental, va signar la Declaració d'Independència i els Articles de la Confederació. També es va exercir com a President del Congrés Continental entre 1779 i 1781, cap de justícia de la Cort Suprema de Connecticut entre 1784 i 1785, i el 18è governador de Connecticut des de 1786 fins a la seva mort.